# Wakkerendijk 258
Wakkerendijk 258 is een rijksmonument aan de Wakkerendijk in Eemnes in de provincie Utrecht.
De langhuisboerderij uit de achttiende eeuw diende begin negentiende eeuw als herberg. Deze droeg achtereenvolgens de namen Het Bonte Paard en café 't Zwaantje. 't Zwaantje zou in 1925 worden verplaatst naar Wakkerendijk 256.
Doordat de dijk in het verleden meermalen werd opgehoogd bevindt de deur zich onder het niveau van de straat. De deur is met een trapje van drie treden naar beneden te bereiken. 
Het rieten zadeldak staat met de nok haaks op de weg. In de tuitgevel van IJssel- en Waalsteentjes bevinden zich vlechtingen en muurankers. Alle vensters hebben opgeklampte luiken.